# Tommy Nisbet
Thomas Nisbet, detto Tommy (Galston, 31 marzo 1916 – Evanston, 7 aprile 1963), è stato un cestista e allenatore di pallacanestro statunitense, professionista nella NBL.

## Carriera
Dopo la carriera universitaria a Illinois disputò cinque stagioni nella NBL, giocando 67 partite con 3,1 punti di media.